# Недзельский, Евгений Николаевич
Евге́ний Никола́евич Недзе́льский — российский религиозный и общественный деятель, создатель Евангелической Российской церкви и «Радио Теос». Лауреат национальной премии «Радиомания-2002» в номинации «Главный редактор — программный директор».

## Биография
Воспитанник старшего пресвитера Российского союза евангельских христиан-баптистов (ВСЕХБ) Сергея Николаева[значимость факта?]. Во времена перестройки участвовал в религиозных диспутах с лекторами-атеистами. В 1995 году получил почётную степень доктора богословия («доктор служения») от Канадского христианского колледжа.
В миссионерской работе предпринял попытку русификации баптизма в целях разрушения стереотипа о евангельских христианах как христианах с Запада. В частности, от баптизма предлагалось взять догматику, а от православия — «атрибутику» (иконы, облачения) и духовные песнопения. В выступлениях обличал религиозное фарисейство и ханжество, отстаивал концепцию апокатастазиса, за что в 2000 году подвергся критике и обвинению в ереси со стороны евангельских христиан.
В январе 2003 года вскоре после празднования 10-летия радио Теос стал главным фигурантом громкого сексуального скандала: выяснилось, что Недзельский в течение многих лет пребывал в сексуальных сношениях с десятками прихожанок Евангелической Русской Церкви и большинством работниц радио «Теос». Заместитель главного редактора радио и второй пресвитер ЕРЦ Сергей Степучёв, предъявивший Недзельскому изобличающие факты, был немедленно уволен с радио. В том же месяце Недзельский добровольно сложил с себя полномочия пресвитера Евангелической Русской Церкви и главного редактора радио «Теос», подав в отставку. В феврале 2003 года решением Евангелической Русской Церкви официально отлучён от церкви.
В 2006 году заявил о создании «общины либерально-христианского направления» под названием «Открытая Церковь Иисуса Христа», особенностью которой являлось «отсутствие каких бы то ни было дискриминационных ограничений на участие в духовной жизни, церковных таинствах и организационных структурах церкви людей с нетрадиционной сексуальной ориентацией».